# A Dona Aranha
"A Dona Aranha" é uma canção gravada pela cantora brasileira Luísa Sonza, contida em seu terceiro álbum de estúdio, Escândalo Íntimo (2023). Foi composta pela artista em conjunto com TBHits, Carolzinha, Douglas Moda, Jenni Mosello, Mr. Parker, Njomza e Xavi. A faixa, que serve como quarto single do disco, teve seu videoclipe foi lançado em 28 de setembro de 2023.

## Desenvolvimento e composição
Em setembro de 2023, aconteceu a première de "Penhasco2", na qual Luísa revelou o desenvolvimento de "A Dona Aranha". Ela estava em Los Angeles, em abril, e fez uma tatuagem de aranha. No mesmo dia, publicou uma foto, por meio das redes sociais, mostrando sua recém-feita tatuagem. Depois disso, muitos fãs teorizaram que essa aranha revela que no álbum tem uma música sobre isso, sendo que, na verdade, a tatuagem foi feita por outro motivo. Alguns dias depois, Luísa estava no estúdio do produtor estadunidense Tommy Brown, junta com sua equipe e a equipe de Tommy, que inclui a cantora e compositora Njomza, e eles pensaram em, de fato, fazer uma música sobre o tema. Então, fizeram muitas pesquisas para ajudar na composição, que de fato fala sobre muitas coisas que uma aranha faz, e resultou na canção "A Dona Aranha", que o nome vem da canção infantil homônima.

## Antecedentes e lançamento
Em janeiro de 2022, a cantora e compositora Luísa Sonza decidiu não renovar seu contrato com a gravadora Universal Music Brasil, onde a artista tinha lançado seus dois álbuns de estúdio Pandora (2019) e Doce 22 (2021).[1] Em maio do mesmo ano, a cantora assinou um contrato de 20 milhões de dólares com a Sony Music Brasil.[2] Em dezembro, durante entrevistas para a divulgação de "Mama.cita (Hasta la Vista)", parceria com o rapper Xamã, Sonza revelou que seu próximo álbum de estúdio teria uma temática mais triste e íntima.[3][4]
Em abril de 2023, Sonza anunciou o fim de sua turnê O conto dos dois mundos e que focaria mais na produção de seu novo álbum, que uma parte seria gravado nos Estados Unidos.[5] Em março, foi publicado em suas redes sociais fotos em Los Angeles, onde se encontrou com vários músicos norte-americanos, como Timbaland, Tommy Brown e Njomza.[6] "Campo de Morango" foi lançada como o primeiro single do disco em 15 de agosto de 2023 [7][8]e, segundo Sonza, a escolha foi feita pois ela queria "irritar os haters no Twitter". A música não obteve uma boa recepção por parte do público e causou controvérsias nas redes sociais devido a cantora aparecer em uma cama no meio de um campo aberto ao lado de suas dançarinas cobertas de suco de morango, porém fazendo alusão ao sangue. As imagens foram consideradas "perturbadoras" pelos internautas, onde alguns acusaram a cantora de fazer alusões a abuso sexual, aborto e satanismo no vídeo, enquanto outros criticaram o teor sexual da letra que aborda explicitamente a sexualidade feminina.[9][10][11] Como uma forma de responder as críticas do single anterior e trazer uma narrativa sobre suas crises de ansiedade, a cantora anunciou "Principalmente Me Sinto Arrasada" como segundo single do álbum, no qual a legenda do anúncio Sonza coloca uma das frases da canção no qual ela pergunta "Será que eu sou uma fraude? Bom… Já já vamos ver!".[12] Diferente do último lançamento, a faixa obteve uma ótima recepção do público com elogios diretos a letra e a melodia. Em 29 de agosto de 2023, com a divulgação das faixas e o lançamento do Escândalo Intimo, a cantora anunciou nas redes sociais a participação da cantora estadunidense Demi Lovato na faixa "Penhasco2", que foi lançada como terceiro single no mesmo dia.[7]
Com o anúncio das faixas, "A Dona Aranha" foi anunciada como a terceira faixa da lista oficial e seu videoclipe anunciado para o dia 28 de setembro.

## Recepção
"A Dona Aranha" contém vocais em português e inglês além de interpolar a cantiga infantil Dona Aranha, fazendo a faixa receber aclamação por parte do público e se tornar um dos destaques do álbum. Muitos internautas teorizam da interpolação ter sido escolhida para fazer alusão com os altos e baixos da carreira de Sonza, ficando evidente nos versos "A dona aranha subiu pela parede" (relacionado ao início de sua carreira), "veio a chuva forte e a derrubou" (no qual se refere ao cancelamento sofrido por Luísa em 2021 após os rumores da cantora ter traído seu ex-marido Whinderson Nunes comseu ex-namorado Vitão) e "já passou a chuva e o sol já vem surgindo" (que representa os feitos e conquistas da cantora desde o lançamento de "Cachorrinhas" até o seu momento atual).

## Apresentação ao vivo
Sonza apresentou "A Dona Aranha" ao vivo pela primeira vez na primeira edição do The Town Festival em São Paulo em 4 de setembro de 2023, durante o primeiro show da turnê do Escândalo Intímo.

## Videoclipe
Um vídeo musical de "A Dona Aranha" foi disponibilizado em 28 de setembro de 2023. Algumas cenas do videoclipe são reproduzidas durante o de "Principalmente Me Sinto Arrasada", que também possui partes do clipe de "Penhasco2".

## Desempenho comercial
| País — Tabela musical (2023)      | Melhor posição |
| --------------------------------- | -------------- |
| Brasil (Billboard Brasil Hot 100) | 13             |
| Brasil (Billboard Brazil Songs)   | 15             |
| Portugal (AFP)                    | 37             |